# Da 75/32
Cannone da 75/32 Mod.37とは、第二次世界大戦においてイタリア王国陸軍（Regio Esercito Italiano）が運用していた野砲である。

## 概要
第一次世界大戦終結後のイタリア王国陸軍（以下：イタリア陸軍）砲兵隊の装備は、第一次世界大戦で運用されたもののほか、オーストリア・ハンガリー帝国陸軍から鹵獲ないし戦時賠償として接収した火砲が含まれていた。しかし次第に周辺の列強諸国では野砲の長射程化が進められており、イタリア陸軍の装備は次第に陳腐化していった。
ベニート・ムッソリーニは1930年代に大規模な軍の近代化計画を実施し、その一環として砲兵の近代化も計画された。この流れにおいて、アンサルド社が新たに設計したのがda 75/32であり、1937年に試作砲が完成し制式採用された。
開脚式砲架を採用している他、当初から自動車牽引に対応して転輪はゴムを張り付けた金属製スポーク式のものを取り付けている。また砲口部に多孔式のマズルブレーキを装着しており、射程も同世代同クラスの野砲としては標準的なものを有していた。砲口初速の高さを活かして、徹甲弾および成形炸薬弾を使用しての対戦車戦闘にも用いられた。
1943年のイタリア無条件降伏後、Da 75/32はドイツ国防軍に接収され7.5 cm Feldkannone 248(i)のコードネームを与えられた。